# Insolvenzgläubiger
Insolvenzgläubiger sind nach der Legaldefinition von § 38 Insolvenzordnung (InsO) diejenigen Gläubiger, die gegen den Insolvenzschuldner eine Forderung haben, die schon vor dem Zeitpunkt der Eröffnung des Insolvenzverfahrens begründet war. Nach Verfahrenseröffnung begründete Forderungen sind Masseverbindlichkeiten § 53 Insolvenzordnung (InsO) bzw. Neuverbindlichkeiten. Wer ein Aussonderungsrecht im Sinne des § 47 Insolvenzordnung (InsO) hat, ist kein Insolvenzgläubiger, auch wenn sein Anspruch bei Insolvenzeröffnung gegen den Gemeinschuldner bestand.
Die Insolvenzgläubiger können nach der Verfahrenseröffnung ihre Forderung nur noch im Insolvenzverfahren verfolgen, § 87 InsO. Die Forderung ist unter Beifügung von geeigneten Nachweisen gemäß § 174 InsO beim Insolvenzverwalter beziehungsweise im verkürzten Verbraucherinsolvenzverfahren beim Treuhänder anzumelden.
Die Einzelzwangsvollstreckung ist nach § 89 InsO nach der Eröffnung nicht mehr zulässig. Lediglich für laufende Unterhaltsforderungen darf noch in den Teil des Einkommens vollstreckt werden, der nicht zur Insolvenzmasse gehört, aber für Unterhaltsverbindlichkeiten offensteht.